# Вулканалії
Вулканалії (лат. Vulcanalia) — у Стародавньому Римі свято на честь бога Вулкана, яке святкувалося 23 серпня.
Культ Вулкана мав свого фламіна — Flamen Volcanalis. Під час Вулканалій голови римських сімей робили жертви, кидаючи у вогонь дрібну рибу та невеликих тварин, щоб наситити Вулкана і тим запобігти небезпеці від вогню. У цей день влаштовувались ігри на Circus Flaminius.
Поряд з Тубілюстріями Вулканалії були ще одним святом на честь бога Вулкана.